# Pinsà rosat de Walton
El pinsà rosat de Walton (Carpodacus waltoni) és una espècie d'ocell de la família dels fringíl·lids (Fringillidae).

## Descripció
- Fa uns 12.5 cm de llargària. Bec marró i potes marró més clar.
- Mascle amb capell, clatell, línies oculars i dors marró amb ratlles longitudinals més fosques. Ampla cella, galtes, pit i carpó color rosa. Abdomen rosa més clar.
- Femella sense tons color rosa.

## Hàbitat i distribució
Habita zones obertes de matolls, pedregoses i praderies de les muntanyes del sud i centre de la Xina i sud-est del Tibet.